# Бука (Поморське воєводство)
Бука (пол. Buka) — село в Польщі, у гміні Дебжно Члуховського повіту Поморського воєводства.
Населення — 82 особи (2011).
У 1975-1998 роках село належало до Слупського воєводства.

## Демографія
Демографічна структура станом на 31 березня 2011 року:
|          | Загалом | Допрацездатний вік | Працездатний вік | Постпрацездатний вік |
| -------- | ------- | ------------------ | ---------------- | -------------------- |
| Чоловіки | 39      | 9                  | 26               | 4                    |
| Жінки    | 43      | 19                 | 20               | 4                    |
| Разом    | 82      | 28                 | 46               | 8                    |